# 真齿蛙科
真齿蛙科（学名：Amphignathodontidae）是两栖纲无尾目下的一个有争议的科。
它包含囊蛙属与碟背蛙属两个属，分布于新热带界。但根据另一些分类标准，它们被列在扩角蛙科之下。目前对于分类的准确性仍有争议。